# Quilly, Loire-Atlantique

Quilly este o comună în departamentul Loire-Atlantique, Franța. În 2009 avea o populație de 1,248 de locuitori.